# Engyum fasciatum
Engyum fasciatum är en skalbaggsart som beskrevs av Martins 2009. Engyum fasciatum ingår i släktet Engyum och familjen långhorningar. Inga underarter finns listade i Catalogue of Life.